# Beach Haven
Beach Haven es un borough ubicado en el condado de Ocean, Nueva Jersey, Estados Unidos. Tiene una población estimada, a mediados de 2022, de 1065 habitantes.
Está situado en la región llamada Jersey Shore (Costa de Jersey), en la isla de Long Beach, y tiene costas sobre el océano Atlántico.
Es un balneario frente al mar de finales del siglo XIX, fundado en 1873 como lugar de vacaciones de residentes adinerados de Filadelfia.
Aunque algunas de las estructuras principales, incluidos varios hoteles y un paseo marítimo, se perdieron debido a tormentas en la década de 1940, una gran parte de la localidad conserva su carácter victoriano y eduardiano.
El primer incidente de los ataques de tiburones de la costa de Jersey de 1916 tuvo lugar en el extremo este de Engleside Avenue. Durante algún tiempo se pensó que la serie de ataques a lo largo de la costa de Jersey habían sido la inspiración del libro Tiburón, de Peter Benchley, pero en una aclaración enviada a The New York Times el autor negó la supuesta conexión.

## Geografía
La localidad está ubicada en las coordenadas 39°34′34″N 74°15′06″O / 39.57611, -74.25167 (39.576031, -74.251791).

## Demografía
Según el censo de 2000, en ese momento los ingresos medios de los hogares eran de $48,355 y los ingresos medios de las familias eran de $68,036. Los hombres tenían ingresos medios por $39,444 frente a los $29,688 que percibían las mujeres. Los ingresos per cápita para la localidad eran de $30,267. Alrededor del 3.7% de la población estaba por debajo de la línea de pobreza.
De acuerdo con la estimación 2017-2021 de la Oficina del Censo, los ingresos medios de los hogares son de $89,653 y los ingresos medios de las familias son de $127,750. Alrededor del 8.9% de la población está por debajo de la línea de pobreza.